# 森川一二三
森川 一二三（もりかわ ひふみ、1954年1月13日 - ）は、青森県出身の元騎手（地方・新潟→北海道所属）。

## 経歴
東北町立上北中学校出身。
1970年11月7日の三条第10競走・イスズキング（8頭中5着）で初騎乗を果たし、同27日の三条第1競走（7頭立て）・コダマチカラで初勝利を挙げる 。
森川を取材した競馬評論家の渡辺敬一郎曰く、森川は「照れ屋でナーバス、悪だくみなどと何の縁もなさそうな、いい男」であったが、昭和30年代に馬主であった暴力団関係者との付き合いで、何度も八百長を強制されたこともあった。騎手という人気のある職業柄、キャバレーや座敷などに招待され、その内に八百長をほのめかされる。関係者の男は自分の馬が人気になったら、森川を乗せて手綱を抑えることにするため、少頭数のレースで森川の騎乗馬が消えれば、連勝馬券はかなり限られてくるため、男が大勝負をした。それで開催委員にも睨まれ、ついには警察にマークされた。森川も随分逃げまくったが、あるレースでとうとう実行してしまい、すぐに発覚して警察に追われた。そのレースは男から「3着に落ちろ」と命令されたが、馬が強くて2着に抑えるのが精一杯であった。これで男の怒りをかい、男の子分たちに追われるようになった。地方の温泉宿でも夜中に渓流の音で目が覚めて跳び起きるなど恐怖に怯え、ついに観念して、警察に出頭。以後の裁判で幸運にも執行猶予がつき、厩務員として働き、性来の真面目さが評価され、再度騎手に返り咲く。 
復帰後は渡辺正治・向山牧・榎伸彦・酒井忍・山田信大と熾烈なリーディング争いを毎年繰り広げ、1996年には116勝を記録してリーディングジョッキーを獲得するなど、信頼性抜群のいぶし銀として活躍。
1974年12月13日の新潟・アラ3才ヘで10頭中8番人気のリアールに騎乗して勝利し、2着に7番人気ニューキングが入り、枠連104,050円は県競馬が廃止するまで破られなかった。
1986年の東北優駿ではダイスプリンターで岩手のトウケイフリートを破り、1988年にはツカサアコードで新潟皐月賞・新潟ダービー・東北ダービーを制覇。
1987年・1990年には『韓日ジョッキーカップ』、1992年・1994年・1996年・1997年には『ニイガタジョッキーカップ』と韓国の騎手交流競走に6度出場し、県競馬が韓国騎手を招待して行われた『日韓チャレンジカップ』では1993年に優勝。
1993年にはヘイセイヒメで北日本オークス、1994年にはダービーアールで新潟グランプリを制す。
森川は取材に来た渡辺に「いつかは中央競馬で」と目を輝かせていたが、1995年8月19日の新潟（中央）第10競走ダリア賞・ハイフレンドムーンで中央初騎乗を果たし、地方勢では岩手のサカモトデュラブに次ぐと同時に中央2頭に先着するなど7頭中4着と健闘。
同年から開始されたJRA認定競走「登竜門」ではハイフレンドムーンのほか、後に福島3歳ステークス4着となるキッポーリックで勝利し、暮れには青山記念をハギノカムイオー産駒フリーダムワールドで制す。
1996年からは中央から移籍してきたヤングノーブル、中央未出走で移籍してきたロバリーハートの主戦騎手を務める。ロバリーハートでは重賞勝ち前に向山に交代しているが、デビューから手綱を取り、森川とのコンビでは9連勝を記録。ヤングノーブルでは1996年の日本海シーサイドカップ、1997年には三条記念・朱鷺大賞典を制し、1996年の東北サラブレッド大賞典ではクビ差2着と堅実に走った。
1999年にはトニービン産駒ミスズトニーオーで新潟グランプリを制し、向山のグランプリ5連覇を阻止。
2001年にはヒシマサル産駒ヤングルーラーで新潟皐月賞を5馬身差圧勝の一冠目、ストロングゲイルで銀蹄賞を完勝でのアラブ古馬ナンバーワンに導く。12月31日の新潟第7競走一般B3ハ・セイワマーブルが県競馬での最後の勝利となり、県競馬最後の日となった2002年1月4日は新潟第2競走3歳B1・グレートアビリティで9頭中2着となるが、第3競走以降は雪で開催中止になったため、最後の騎乗となった 。
廃止後は道営・成田春男厩舎に移籍し、4月10日の門別第3競走3歳未勝利・スマイルマーク（12頭中4着）が移籍後初騎乗を果たす。翌11日の第2競走3歳未勝利・オンユアスポートで移籍後初勝利を挙げるが、同年限りで現役を引退 。
同年6月26日の旭川第5競走3歳オープン・ナイトロクイーンが最後の勝利、7月4日の旭川第10競走池田町長杯十勝ワイン特別・ノーザンウェーで2000年のジャパンダートダービー3着馬タキノスペシャルの2着に入ったのが最後の騎乗となった 。
引退後は北海道沙流郡日高町の西山牧場育成センター場長を務め、ニシノブルームーンの育成、休養を支えた。60歳を過ぎた現在も元気に騎乗している。

## 通算成績
- 地方 - 12382戦1741勝 勝率14.1% 連対率28.3%
- 中央 - 14戦0勝

### 主な騎乗馬
- ダイスプリンター（1986年新潟皐月賞・東北優駿・新潟グランプリ）
- スピードペガサス（1987年新潟記念）
- ツカサアコード（1988年新潟皐月賞・新潟ダービー・東北優駿）
- オールダッシュ（1988年豊栄記念）
- カスミリユウ（1989年銀嶺賞、1990年砂山賞）
- テユーダーソブリン（1990年新潟ダービー）
- マリナデルレイ（1992年若草賞・新潟皐月賞）
- ヘイセイヒメ（1993年新潟皐月賞・北日本オークス）
- ピュアボーイ（1994年新潟卯月賞・東北アラブダービー、1995年新潟アラブ大賞典）
- ダービーアール（1994年新潟グランプリ、1995年豊栄記念、1997年迎春賞）
- クリスタルブラボー（1994年若草賞）
- ツカサエスパーダー（1995年新潟皐月賞）
- フリーダムワールド（1995年青山記念）
- ヤングノーブル（1996年日本海シーサイドカップ、1997年朱鷺大賞典・三条記念）
- ラブリーフレンド（1997年砂山賞）
- ファルコンボーイ（1998年新潟卯月賞・銀嶺賞、1999年新潟アラブ大賞典）
- ミスズトニーオー（1999年新潟グランプリ）
- ハイテンションパル（2000年若草賞）
- ヤングルーラー（2001年新潟皐月賞）
- ストロングゲイル（2001年銀蹄賞）

その他
- ロバリーハート
- ウットマン